# Archaeobelodon
Archaeobelodon es un género extinto de proboscídeos de la familia Amebelodontidae que vivieron en el Mioceno Inferior y Medio del norte de África y Europa. Tenía trompa y colmillos, pero era menor que los elefantes actuales. Archaeobelodon es un ancestro de Platybelodon y Amebelodon.

## Referencias

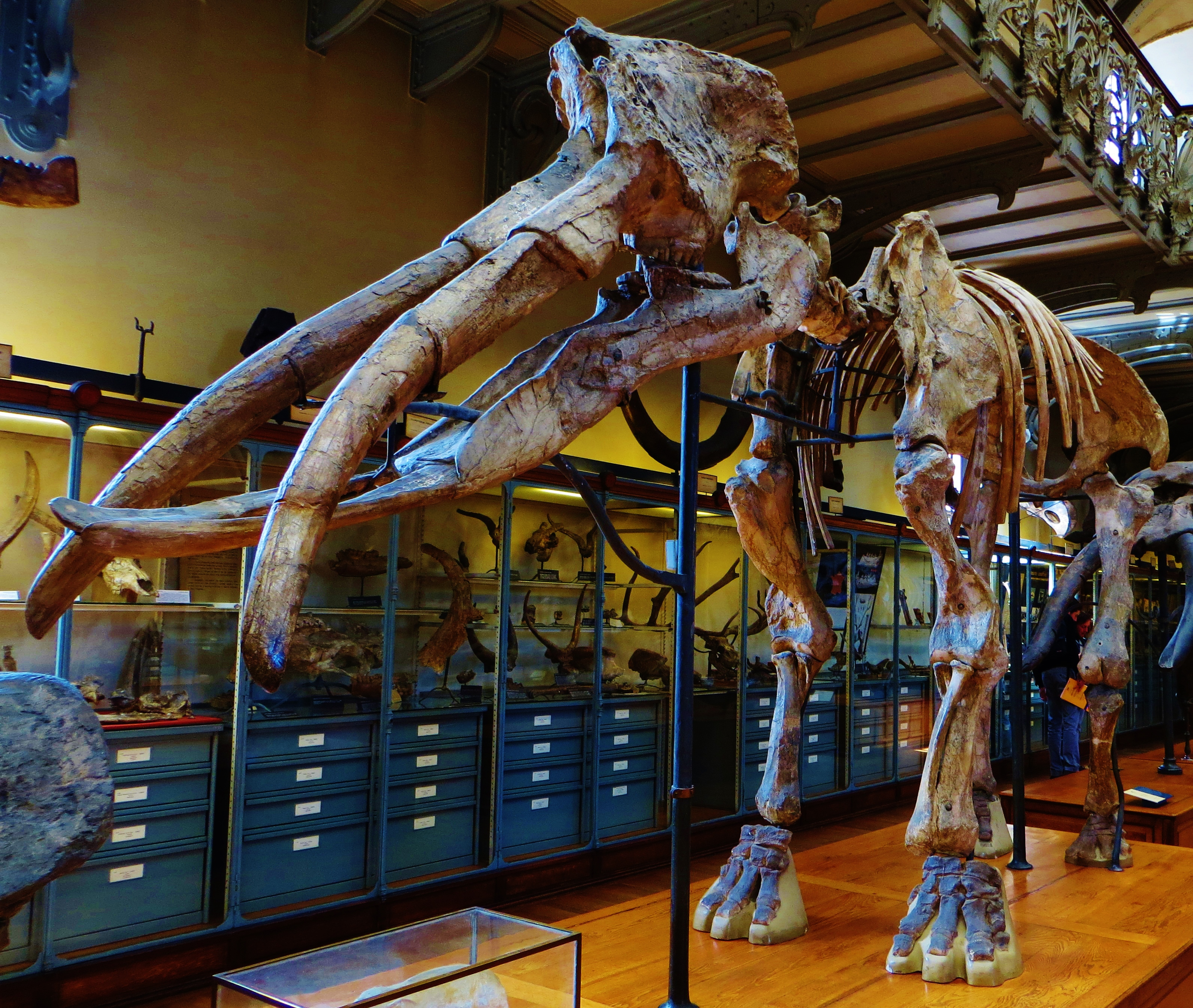
Esqueleto de A. filholi..